# Afterthoughts
Afterthoughts je čtvrté studiové album italské progressive rockové skupiny Nosound. Vydáno bylo v květnu 2013.
Album Afterthoughts navazuje svým stylem i obsazením na předchozí EP At the Pier, které znamenalo částečné změny v charakteru hudby Nosound. Ve skladbách se tak objevuje violoncello Marianne DeChastelaine, jež dříve hrála také na albu Lightdark, a noví členové – bubeník Chris Maitland a klávesista Marco Berni. Deska obsahuje celkem devět skladeb, z nichž dvě („Two Monkeys“ a „The Anger Song“) již byly vydány v mírně odlišných verzích na EP At the Pier. Album Afterthoughts bylo vydáno ve dvojdiskové edici, kde druhý disk tvoří DVD s nahrávkou ve vysoké kvalitě. Vyšla také verze na dvou LP, přičemž prvních 500 zájemců, kteří si objednali jak CD/DVD variantu, tak LP variantu, obdrželo bonusové CD s instrumentální verzí celého alba.

## Seznam skladeb
Všechny skladby napsal(i) Giancarlo Erra. 
| Pořadí         | Název             | Délka |
| -------------- | ----------------- | ----- |
| 1.             | In My Fears       | 7:53  |
| 2.             | I Miss the Ground | 4:58  |
| 3.             | Two Monkeys       | 5:41  |
| 4.             | The Anger Song    | 4:15  |
| 5.             | Encounter         | 4:49  |
| 6.             | She               | 5:37  |
| 7.             | Wherever You Are  | 5:30  |
| 8.             | Paralysed         | 8:05  |
| 9.             | Afterthought      | 4:38  |
| Celková délka: | Celková délka:    | 51:30 |

## Obsazení
- Nosound
  - Giancarlo Erra – zpěv, kytary, klávesy
  - Paolo Vigliarolo – kytary
  - Alessandro Luci – baskytara
  - Marco Berni – klávesy
  - Chris Maitland – bicí, vokály
  - Marianne DeChastelaine – violoncello
- Wooden Quartet (skladba „Two Monkeys“)
  - Melania Maggiore – první housle
  - Ludovica Alberti – druhé housle
  - Roberta Rosato – viola
  - Irene Maria Caraba – violoncello